# Taphonia semifasciata
Taphonia semifasciata är en fjärilsart som beskrevs av William Schaus 1916. Taphonia semifasciata ingår i släktet Taphonia och familjen nattflyn. Inga underarter finns listade i Catalogue of Life.